# Horev (Bilthoven)
Villa Horev is een rijksmonument aan de Soestdijkseweg Zuid 260 in de Nederlandse plaats Bilthoven.
De villa staat op de hoek van de Soestdijkseweg Zuid en Boslaan en werd gebouwd in opdracht van de voormalige president van de Javasche Bank J. Reijsenbach. Horev (Hoop Op Rust En Vrede) is de eerste in een rij van villa's aan de oostzijde van de Soestdijkseweg Zuid, die voornamelijk in opdracht van oud-Indiëgangers werden gebouwd.
De villa is gedekt met rode tuile du Nordpannen. Boven de dakkapellen in de dakschilden zijn lessenaarsdaken aangebracht. Onder de daklijst is een tandlijst van gele baksteen gemetseld, waarboven een band met witte bepleistering is aangebracht. De toppen van de puntgevels zijn uitgevoerd in vakwerk met wit bepleisterde velden. De gevel aan de Soestdijkseweg fungeert als voorgevel. 
Over bijna de hele zuidgevel is een serre met balkon aangebouwd. 